# Goya a la millor fotografia
El Premi Goya a la millor  fotografia és un dels 28 premis Goya que s'otorguen anualment. És concedit des de la primera edició.

## Nominats i guanyadors

### Dècada del 2020
| Guanyador             | Candidats                             | |
| XXXIX edició - 2025   | XXXIX edició - 2025                   | XXXIX edició - 2025 |
| --------------------- | ------------------------------------- | --- |
|                       |                                       | - Isaac Vila — El 47 - Edu Grau — La habitación de al lado - Javier Salmones — La infiltrada - Takuro Takeuchi — Segundo premio - Gris Jordana — Soy Nevenka |
| XXXVIII edició - 2024 |                                       | |
|                       | Pedro Luque per La societat de la neu | - Gina Ferrer per 20.000 espècies d'abelles - Valentín Alvárez per Cerrar los ojos - Diego Trenas per Una noche con Adela - Bet Rourich per Un amor          |
| XXXVII edició - 2023  |                                       | |
|                       | Álex de Pablo per As bestas           | - Daniela Cajías per Alcarràs - Jon D. Domínguez per Cinco lobitos - Arnau Valls Colomer per Competencia oficial - Álex Catalán per Modelo 77                |
| XXXVI edició - 2022   |                                       | |
|                       | Kiko de la Rica per Mediterráneo      | - Pau Esteve Birba per El buen patrón - Gris Jordana per Libertad - José Luis Alcaine per Madres paralelas                                                   |
| XXXV edició - 2021    |                                       | |
|                       | Daniela Cajías per Las niñas          | - Sergi Vilanova per Adú - Javier Agirre per Akelarre - Ángel Amorós per Black Beach                                                                         |
| XXXIV edició - 2020   |                                       | |
|                       | Mauro Herce per Lo que arde           | - José Luis Alcaine per Dolor y gloria - Javier Agirre Erauso per La trinchera infinita - Álex Catalán per Mientras dure la guerra                           |

### Dècada del 2010
| Guanyador            | Candidats                                | |
| XXXIII edició - 2019 | XXXIII edició - 2019                     | XXXIII edició - 2019 |
| -------------------- | ---------------------------------------- | --- |
|                      | Josu Inchaustegui per L'ombra de la llei | - Alejandro de Pablo per El reino - Eduard Grau per Quién te cantará - Álex Catalán per Yuli                                            |
| XXXII edició - 2018  |                                          | |
|                      | Javier Agirre Erauso per Handia          | - Jean-Claude Larrieu per La llibreria - Paco Femenía per Oro - Santiago Racaj per Estiu 1993                                           |
| XXXI edició - 2017   |                                          | |
|                      | Óscar Faura per Un monstre em ve a veure | - Álex Catalán per 1898: Los últimos de Filipinas - José Luis Alcaine per La reina de España - Arnau Valls Colomé per Tarde para la ira |
| XXX edició - 2016    |                                          | |
|                      | Miguel Ángel Amoedo per La novia         | - Josep Maria Civit per El Rey de La Habana - Jean Claude Larrieu per Nobody Wants the Night - Álex Catalán per Un día perfecto5        |
| XIXX edició - 2015   |                                          | |
|                      | Álex Catalán per La isla mínima          | - Carles Gusi per El Niño - Gonzalo F. Berridi per Ocho apellidos vascos - Alejandro Martínez per Autómata                              |
| XXVIII edició - 2014 |                                          | |
|                      | Pau Esteve Birba per Caníbal             | - Juan Carlos Gómez per 15 años y un día - Kiko de la Rica per Las brujas de Zugarramurdi - Cristina Trenas per Sombras de Nueva York   |
| XXVII edició - 2013  |                                          | |
|                      | Kiko de la Rica per Blancanieves         | - Daniel Vilar per El artista y la modelo - Álex Catalán per Grupo 7 - Óscar Faura per The Impossible                                   |
| XXVI edició - 2012   |                                          | |
|                      | Juan Ruiz Anchía per Blackthorn          | - Arnau Valls Colomer per EVA - José Luis Alcaine per La piel que habito - Unax Mendía per No habrá paz para los malvados               |
| XXV edició - 2011    |                                          | |
|                      | Antonio Riestra per Pa negre             | - Kiko de la Rica per Balada triste de trompeta - Rodrigo Prieto per Biutiful - Eduard Grau per Buried                                  |
| XXIV edició - 2010   |                                          | |
|                      | Xavi Giménez per Agora                   | - Álex Catalán per After - Carles Gus per Celda 211 - Félix Monti per El secreto de sus ojos                                            |

### Dècada del 2000
| Guanyador           | Candidats                                                       | |
| XXIII edició - 2009 | XXIII edició - 2009                                             | XXIII edició - 2009 |
| ------------------- | --------------------------------------------------------------- | --- |
|                     | Paco Femenía per Solo quiero caminar                            | - Carlos Suárez per La conjura de El Escorial - Hans Burmann per Los girasoles ciegos - Félix Monti per Sangre de mayo                     |
| XXII edició - 2008  |                                                                 | |
|                     | José Luis Alcaine per Las 13 rosas                              | - Álvaro Gutiérrez per Bajo las estrellas - Ángel Iguacell per Siete mesas de billar francés - Carlos Suárez per Oviedo Express            |
| XXI edició - 2007   |                                                                 | |
|                     | Guillermo Navarro per El laberinto del fauno                    | - Paco Femenia per Alatriste - David Omedes per Salvador (Puig Antich) - José Luis Alcaine per Volver                                      |
| XX edició - 2006    |                                                                 | |
|                     | José Luis López Linares per Iberia                              | - Javier Aguirresarobe per Obaba - José Luis Alcaine per Otros días vendrán - Raúl Pérez Cubero per Ninette                                |
| XIX edició - 2005   |                                                                 | |
|                     | Javier Aguirresarobe per Mar adentro                            | - Javier Salmones per Project Zero II: Crimson Butterfly - José Luis Alcaine per Roma - Raúl Pérez Cubero per Tiovivo c. 1950              |
| XVIII edició - 2004 |                                                                 | |
|                     | Javier Aguirresarobe per Soldados de Salamina                   | - José Luis Alcaine per Al sur de Granada - Paco Femenía per Carmen - Alfredo F. Mayo per El misterio Galíndez                             |
| XVII edició - 2003  |                                                                 | |
|                     | José Luis Alcaine per El caballero Don Quijote                  | - José Luis López Linares per El embrujo de Shanghai - Néstor Calvo per Nos miran - Raúl Pérez Cubero per Historia de un beso              |
| XVI edició - 2002   |                                                                 | |
|                     | Javier Aguirresarobe per The Others                             | - Kiko de la Rica per Lucía y el sexo - Paco Femenía per Juana la Loca - Xavi Giménez per Intacto                                          |
| XV edició - 2001    |                                                                 | |
|                     | Raúl Pérez Cubero per You're the One (una historia de entonces) | - José Luis López Linares per Calle 54 - Jaume Peracaula per El mar - Kiko de la Rica per La comunidad - Gonzalo F. Berridi per Plenilunio |
| XIV edició - 2000   |                                                                 | |
|                     | Vittorio Storaro per Goya en Burdeos                            | - Javier G. Salmones per La lengua de las mariposas - Alfonso Beato per Todo sobre mi madre - Paco Femenía per Volavérunt                  |

### Dècada del 1990
| Guanyador          | Candidats                                       | |
| XIII edició - 1999 | XIII edició - 1999                              | XIII edició - 1999 |
| ------------------ | ----------------------------------------------- | --- |
|                    | Juan Ruiz Anchía per Mararía                    | - Raúl Pérez Cubero per El abuelo - Javier Aguirresarobe per La niña de tus ojos - Vittorio Storaro per Tango                                     |
| XII edició - 1998  |                                                 | |
|                    | Jaume Peracaula per El color de las nubes       | - José Luis Alcaine per En brazos de la mujer madura - Patrick Blossier per La camarera del Titanic                                               |
| XI edició - 1997   |                                                 | |
|                    | Javier Aguirresarobe per El perro del hortelano | - José Luis López Linares per La Celestina - José Luis Alcaine per Tranvía a la Malvarrosa                                                        |
| X edició - 1996    |                                                 | |
|                    | Javier Aguirresarobe per Antártida              | - Flavio Martínez Labiano per El día de la bestia - Vittorio Storaro per Flamenco                                                                 |
| IX edició - 1995   |                                                 | |
|                    | Manuel Rojas per Canción de cuna                | - Javier Aguirresarobe per Días contados - José Luis Alcaine per La pasión turca                                                                  |
| VIII edició - 1994 |                                                 | |
|                    | José Luis Alcaine per El pájaro de la felicidad | - Javier Aguirresarobe per La madre muerta - José Luis López Linares per Madregilda                                                               |
| VII edició - 1993  |                                                 | |
|                    | José Luis Alcaine per Belle Époque              | - Alfredo F. Mayo per El maestro de esgrima - Hans Burmann per La marrana                                                                         |
| VI edició - 1992   |                                                 | |
|                    | Javier Aguirresarobe per Beltenebros            | - Carlos Suárez per Don Juan en los infiernos - Hans Burmann per El rey pasmado                                                                   |
| V edició - 1991    |                                                 | |
|                    | Alfredo F. Mayo per Las cartas de Alou          | - José Luis Alcaine per Átame - José Luis Alcaine per ¡Ay Carmela!                                                                                |
| IV edició - 1990   |                                                 | |
|                    | José Luis Alcaine per El sueño del mono loco    | - Jaume Peracaula per El niño de la luna - Joan Amorós per Esquilache - Teo Escamilla per La noche oscura - Teo Escamilla per Montoyas y Tarantos |

### Dècada del 1980
| Guanyador         | Candidats                             | |
| III edició - 1989 | III edició - 1989                     | III edició - 1989 |
| ----------------- | ------------------------------------- | --- |
|                   | Carlos Suárez per Remando al viento   | - Teo Escamilla per Berlín Blues - Teo Escamilla per El Dorado - José Luis Alcaine per Malaventura - José Luis Alcaine per Mujeres al borde de un ataque de nervios |
| II edició - 1988  |                                       | |
|                   | Fernando Arribas per Divinas palabras | - Javier Aguirresarobe per El bosque animado - Hans Burmann per La rusa                                                                                             |
| I edició - 1987   |                                       | |
|                   | Teo Escamilla per El amor brujo       | - José Luis Alcaine per La mitad del cielo - Hans Burmann per Werther                                                                                               |

## Estadístiques

### Directors de fotografia més guardonats
- 6 premis: Javier Aguirresarobe, d'11 candidatures
- 5 premis: José Luis Alcaine, de 19 candidatures
- 2 premis: Juan Ruiz Anchía, de 2 candidatures

### Directors de fotografia amb més candidatures
- 19 candidatures: José Luis Alcaine (5 premis)
- 11 candidatures: Javier Aguirresarobe (6 premis)
- 5 candidatures: Teo Escamilla (1 premi)
- 5 candidatures: José Luis López Linares (1 premi)
- 5 candidatures: Raúl Pérez Cubero (1 premi)
- 5 candidatures: Paco Femenía (1 premi)
- 5 candidatures: Kiko de la Rica (1 premi)
- 5 candidatures: Álex Catalán (1 premi)
- 5 candidatures: Hans Burmann (0 premis)
- 4 candidatures: Carlos Suárez (1 premi)
- 3 candidatures: Alfredo F. Mayo (1 premi)
- 3 candidatures: Vittorio Storaro (1 premi)
- 3 candidatures: Jaume Peracaula (1 premi)
- 2 candidatures: Juan Antonio Ruiz Anchía (2 premis)
- 2 candidatures: Xavier Giménez (1 premi)
- 2 candidatures: Óscar Faura (1 premi)
- 2 candidatures: Félix Monti (0 premis)
- 2 candidatures: Gonzalo F. Berridi (0 premis)